# Esqui cross-country nos Jogos Paralímpicos de Inverno de 2014 - 15 km feminino
A prova de 15 km feminino do esqui cross-country nos Jogos Paralímpicos de Inverno de 2014 foi disputada no Centro de Esqui Cross-Country e Biatlo Laura, na Clareira Vermelha, em 10 de março de 2014.

## Medalhistas
|        | Atletas em pé        | Deficientes visuais                                  |
| ------ | -------------------- | ---------------------------------------------------- |
| Ouro   | SWE Helene Ripa      | RUS Elena Remizova / Natalia Yakimova (guia)         |
| Prata  | UKR Iuliia Batenkova | RUS Mikhalina Lysova / Alexey Ivanov (guia)          |
| Bronze | RUS Anna Milenina    | BLR Yadviha Skorabahataya / Iryna Nafranovich (guia) |

## Resultados

### Atletas em pé
| Pos.              | Bib | Atleta                  | Tempo real | Tempo calculado | Diferença |
| ----------------- | --- | ----------------------- | ---------- | --------------- | --------- |
| Medalha de ouro   | 108 | SWE Helene Ripa         | 54:09.1    | 49:49.2         | —         |
| Medalha de prata  | 110 | UKR Iuliia Batenkova    | 55:25.7    | 49:53.1         | +3.9      |
| Medalha de bronze | 109 | RUS Anna Milenina       | 56:32.6    | 51:27.3         | +1:38.1   |
| 4                 | 107 | BLR Larysa Varona       | 56:54.2    | 51:46.9         | +1:57.7   |
| 5                 | 112 | RUS Alena Kaufman       | 57:18.9    | 52:09.4         | +2:20.2   |
| 6                 | 111 | UKR Oleksandra Kononova | 59:08.5    | 53:49.1         | +3:59.9   |
| 7                 | 102 | NOR Marie Karlsen       | 1:02:10.0  | 55:57.0         | +6:07.8   |
| 8                 | 105 | JPN Yurika Abe          | 1:02:14.9  | 56:01.4         | +6:12.2   |
| 9                 | 106 | UKR Liudmyla Liashenko  | 1:04:18.0  | 58:30.8         | +8:41.6   |
| 10                | 103 | CAN Brittany Hudak      | 1:05:0.18  | 59:10.6         | +9:21.4   |
| 11                | 101 | UKR Kateryna Pavlenko   | 1:14:10.7  | 1:07:30.1       | +17:40.9  |
|                   | 104 | NOR Anne Karen Olsen    | DNF        |                 |           |

### Deficientes visuais
| Pos.              | Bib | Atleta                                        | País             | Tempo real | Tempo calculado | Diferença |
| ----------------- | --- | --------------------------------------------- | ---------------- | ---------- | --------------- | --------- |
| Medalha de ouro   | 134 | Elena Remizova Guia: Natalia Yakimova         | RUS Rússia       | 50:10.4    | 49:10.2         | —         |
| Medalha de prata  | 133 | Mikhalina Lysova Guia: Alexey Ivanov          | RUS Rússia       | 51:49.7    | 50:47.5         | +1:37.3   |
| Medalha de bronze | 132 | Yadviha Skorabahataya Guia: Iryna Nafranovich | BLR Bielorrússia | 56:54.8    | 55:46.5         | +6:36.3   |
| 4                 | 131 | Margarita Gorbounova Guia: Andrea Bundon      | CAN Canadá       | 1:04:43.9  | 1:04:43.9       | +15:33.7  |

Legenda
| Recorde mundial      | Recorde mundial (World record)               |                       | Recorde africano                      | Recorde africano (African) |                                           | Q | Classificado por posição (Qualified) |
| Recorde olímpico     | Recorde olímpico (Olympic record)            | Recorde da América    | Recorde da América (Americas)         | q                          | Classificado por melhor tempo (Qualified) |   |                                      |
| Melhor marca do ano  | Melhor marca do ano (World leading)          | Recorde asiático      | Recorde asiático (Asian)              | DNS                        | Não largou (Did not start)                |   |                                      |
| Recorde nacional     | Recorde nacional (National record)           | Recorde europeu       | Recorde europeu (European)            | DNF                        | Não terminou (Did not finish)             |   |                                      |
| Recorde pessoal      | Recorde pessoal do atleta (Personal best)    | Recorde da Oceania    | Recorde da Oceania (Oceania)          | DSQ / DQ                   | Desclassificado (Disqualified)            |   |                                      |
| Recorde da temporada | Recorde da temporada do atleta (Season best) | Recorde sul-americano | Recorde sul-americano (South America) | NM                         | Sem marca (No mark)                       |   |                                      |